# Den første julen i Skomakergata
Den første julen i Skomakergata är en norsk familjefilm från 2023 som bygger på TV-serien Jul i Skomakergata från 1979. Filmen är regisserad av Mikal Hovland efter ett manus av Maren Skolem.

## Handling
Det är första julen efter kriget och Stine kommer ensam med tåget till Skomakergata. Där söker hon logi hos skomakare Andersen som visar sig vara en gammal surpuppa som bara vill vara ifred. Men Stine får Andersen att se att livet är allra bäst när man kan dela det med dem man tycker om.

## Produktion

### Bakgrund
I november 2011 meddelande NRK att de inte längre kommer visa julkalendern Jul i Skomakergata från 1979 eftersom den "blivit irrelevant för dagens ungdomar". Detta efter att de inte visat serien sedan 2003. Detta fick ett negativt mottagande på sociala medier med protester som följd. 2014 mottog NRK 1 200 förfrågningar om att visa serien och valde samma år att ladda upp serien på NRK TV.
I november 2016 annonserades det att Sigurd Mikal Karoliussen hade börjat planera för att spela in en filmatisering av julkalendern från 1979.

### Inspelning
Filmen är producerad av Nordisk Film och Filmbin med ett budget på 32 miljoner norska kronor.
Inspelningarna inleddes vintern 2022 och spelades bland annat in i Maihaugen.